# Fert (studio cinematografico)

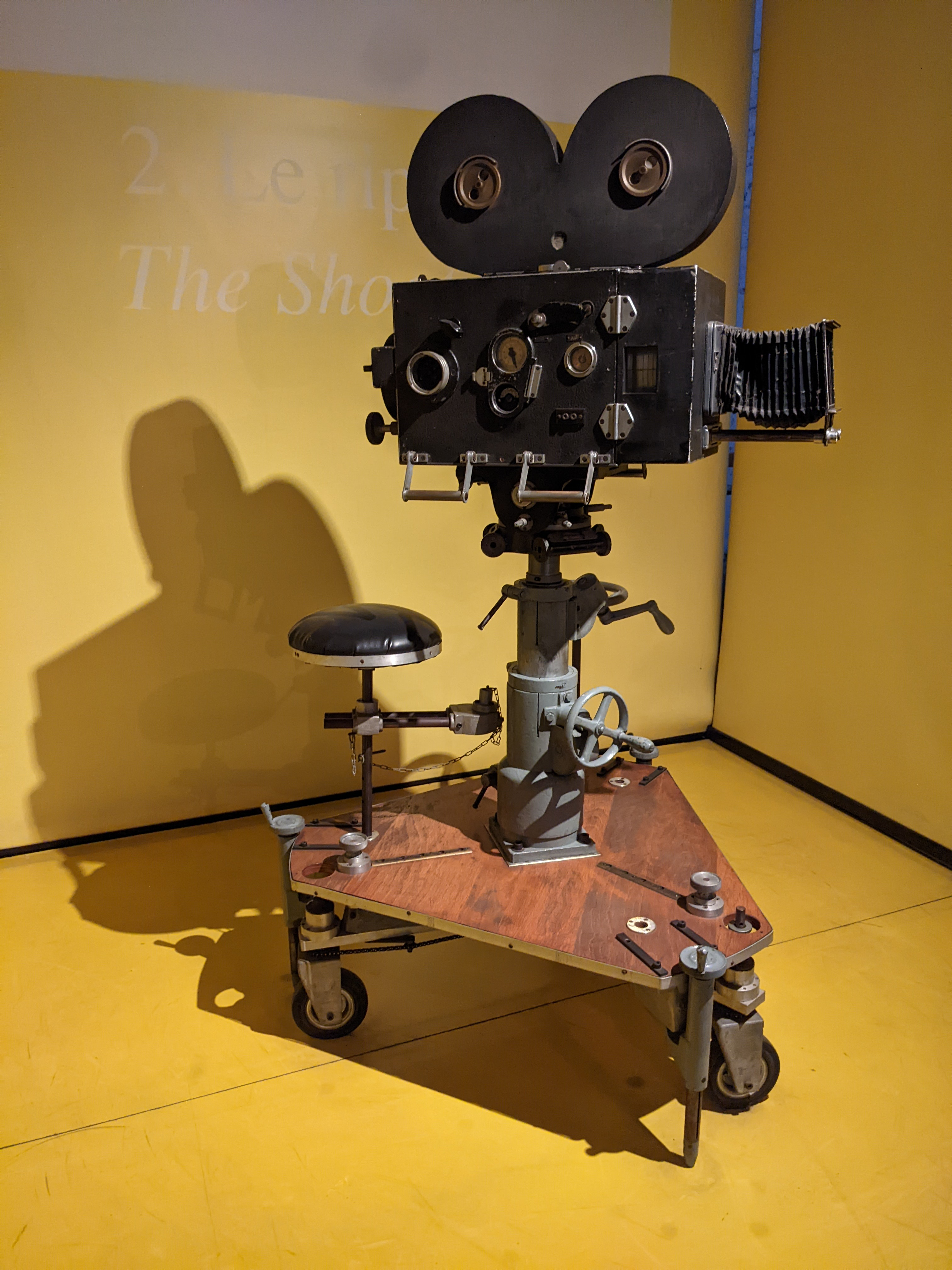
Macchina da presa Cinephon 35mm, dotata di blimp, montata su carrello, in uso presso gli stabilimenti della casa di produzione negli anni '30-'40. Collezione Museo nazionale del cinema, Torino.

Fert (conosciuto anche come Studi Fert) è stato uno stabilimento cinematografico fondato a Torino da Enrico Fiori nel 1919 ed attivo fino al 1973, situato in corso Lombardia a Lucento. 
Vi sono stati realizzati circa 180 film a partire dall'epoca pionierista del cinema commerciale. Intorno allo stabilimento ha gravitato un altro esponente del cinema italiano degli albori, Stefano Pittaluga, produttore e capo della Società Anonima Stefano Pittaluga.

## Storia
Lo studio Fiori Enrico Roma Torino (da cui la sigla FERT) fu uno dei teatri di posa più importanti fino alla comparsa del sonoro, per cui dovette cedere il passo alla futura grande cinematografia prodotta a Cinecittà, ma ha sfornato film di qualità, impiegando maestranze specializzate alle direttive di registi di fama.
Pur continuando a lavorare nel periodo della RSI, lo stabilimento ha prodotto essenzialmente film di evasione, seppur collaborando con gli stabilimenti Scalera di Venezia. A partire dal secondo dopoguerra e, fatti salvi alcuni episodi di eccellenza, lo stabilimento ha prodotto per lo più pellicole di serie B, anche perché si era specializzato in produzioni abbinate: con le scenografie, i costumi, le comparse di un film "importante" veniva realizzato un secondo film a costi ridotti .
Lo stabilimento è stato ricostruito nel 2002 nella vecchia sede di corso Lombardia  come parco tecnologico parallelo all'Environment Park con il nome di Virtual Reality & Multi Media Spa  per la produzione di materiali audiovisivi di concezione avanzata.
La medesima sede ha ospitato i Lumiq Studios in cui si realizzavano produzioni per cinema, televisione e pubblicità ad alto contenuto tecnologico.

## La memoria
Nel quadro dell'opera di recupero della memoria storica della Fert è stata fondata un'associazione che porta il medesimo nome e che, oltre ad operazioni mirate allo sviluppo dell'audiovisivo e del cinema indipendente, ha  curato delle collane monografiche dirette da Alberto Friedemann ed articolate in tre settori:
1. Quaderni FERT di ricerca storica, dedicato alla storia del complesso produttivo
2. Appunti per la storia dell'industria cinematografica a Torino, destinato a esplorare settori poco conosciuti dell'industria cinematografica torinese
3. Documenti, una serie di volumi in cui vengono pubblicati documenti d'archivio poco accessibili o sconosciuti delle società cinematografiche torinesi.[4]

## Filmografia parziale
- Villafranca (1933)
- Divieto di sosta (1941)
- La fuggitiva (1941)
- Piccolo mondo antico (1941)
- L'angelo del crepuscolo (1942)
- Vivere ancora (1944)
- Scadenza trenta giorni (1944)
- Partenza ore 7 (1946)
- La barriera della legge (1954)